# Мантейфель, Генрих фон
Генрих фон Мантейфель (нем. Heinrich von Manteuffel; 7 ноября 1696, Прусская Померания — 10 июля 1778, Коллатц, Прусская Померания) —  прусский военачальник, соратник короля Фридриха Великого, участник боевых действий против русских войск в ходе Семилетней войны, генерал-лейтенант (1758).

## Биография

### Происхождение
Выходец из баронского рода Мантейфелей, сын Эвальда фон Мантейфеля (1645–1723) и Софии, урождённой фон Камеке (ум. 1699). Родился в 1696 году.

### Прохождение службы
В возрасте около 18 лет, в 1714 году поступил на прусскую военную службу юнкером 24-го пехотного полка фон Бевиля. Он стал фендриком 1 июля 1716 года, вторым лейтенантом 23 февраля 1720 года, адъютантом в 1721 году и первым лейтенантом 7 июня 1723 года. В 1734 году он стал штабс-гауптманом (штабс-капитаном). В 1742 году в звании майора он получил орден «Pour le Merite».
Уже в 1744 году он стал подполковником, а в 1746 году — полковником и командиром 24-го пехотного полка («Старый Шверин»). Когда генерал-майор Адам Фридрих фон Йетце вышел в отставку в 1756 году, Мантейфель стал шефом его 17-м пехотного полка в звании генерал-майора. В 1758 году он стал генерал-лейтенантом. В феврале 1759 года король Фридрих Великий наградил его орденом Черного орла.

### Участие в боевых действиях
Во время Померанской кампании Великой Северной войны Мантейфель в 1715—1716 годах участвовал в осаде Штральзунда и высадке на Рюгене.
В 1740—45 годах участвовал в Первой и Второй Силезских войнах, причём был ранен в сражении при Хотузице 17 мая 1742 года.
В ходе Семилетней войне Мантейфель принял командование отрядом прусских войск в битве с австрийцами под Прагой 6 мая 1757 года, после гибели командира отряда фельдмаршала Шверина. В знак признания его заслуг в этом сражении король Фридрих II назначил Мантейфеля в сентябре 1757 года верховным главнокомандующим прусскими войсками в Померании. В Померании Мантейфель должен был сражаться против шведов, имея для этого лишь крайне ограниченные ресурсы. Но поскольку шведские войска долгое время не предпринимали активных действий, отступать Мантейфелю не пришлось.
Летом 1759 года Мантейфель и его войска были приданы корпусу генерал-лейтенанта Карла Генриха фон Веделя, который должен был остановить наступление русской армии фельдмаршала Салтыкова на территории Ноймарка. Однако последовавшая битва при Пальциге (Кае)  23 июля 1759 года закончилась полным поражением прусской армии, причём Мантейфель был ранен.
Зимой 1759/1760 года Мантейфель получил приказ выступить против шведов, продвинувшихся до Грайфсвальда. В конце января 1760 года состоялось сражение при Анкламе, в ходе которого город Анклам был занят, а Мантейфель ранен и взят в плен. Вернулся из Швеции после окончания войны, после чего удалился в своё поместье Коллатц, где скончался умер холостым и бездетным в 1778 году.
Сегодня в Германии Мантейфеля помнят в основном за его решительные действия в битве под Прагой. Его действия против русских и против шведов были не столь успешны, и в конечном итоге он полностью утратил доверие короля. Тем не менее,  в 1851 году фигура Мантейфеля была изображена среди других у подножия конного памятника Фридруху Великому в Берлине.